# Lituotubella
Lituotubella es un género de foraminífero bentónico de la subfamilia Lituotubellinae, de la familia Tournayellidae, de la superfamilia Tournayelloidea, del suborden Fusulinina y del orden Fusulinida. Su especie tipo es Lituotubella glomospiroides. Su rango cronoestratigráfico abarca el Viseense (Carbonífero inferior).

## Discusión
Algunas clasificaciones más recientes incluyen Lituotubella en el suborden Tournayellina, del orden Tournayellida, de la subclase Fusulinana y de la clase Fusulinata.

## Clasificación
Lituotubella incluye a las siguientes especies:
- Lituotubella brevicollis †
- Lituotubella custa †
  - Lituotubella custa lata †
- Lituotubella einori †
- Lituotubella eoglomospiroides †
- Lituotubella glomospiroides †
  - Lituotubella glomospiroides minima †
  - Lituotubella glomospiroides solncevi †
  - Lituotubella glomospiroides var. scalaeformis †
- Lituotubella herrmanni †
- Lituotubella magna †
- Lituotubella micula †
- Lituotubella radaevkaensis †

Otra especie considerada en Lituotubella es:
- Lituotubella prima †, de posición genérica incierta